# Shalimar Jones
Shalimar Elvin Valerio Jones, conosciuto anche come Chaly Jones (Willemstad, 29 gennaio 1977), è un ex calciatore olandese, di ruolo difensore.

## Carriera

### Club
Nel 1995 firma un contratto con l'Excelsior. Nel 1996 si trasferisce al Feyenoord. Nel 1997 torna all'Excelsior. Nel 1999 si trasferisce al Den Bosch. Nel 2000 si trasferisce in Portogallo, all'União Madeira. Nel 2002 si trasferisce nei Paesi Bassi, al TOP Oss. Nel 2003 passa al Fortuna Sittard. Nel 2004, dopo una breve esperienza al Tollnes, si trasferisce all'Enosi Thrakis. Nel 2006 firma un contratto per il Thivas. Nel 2007 si trasferisce al Preveza. Nel 2008 si ritira.

### Nazionale
Debutta in Nazionale nel 2004. Nel 2004 rappresenta la propria Nazionale in tre occasioni.